# Shawn E. Krosnick
Shawn E. Krosnick (20 de julio de 1978) es una botánica y exploradora estadounidense. Publica habitualmente, entre otros, en Systematic Botany.

## Algunas publicaciones
- wang Yinzheng (王印政), shawn e. Krosnick, peter m. Jørgensen. 2007. 1. PASSIFLORA Linnaeus, Sp. Pl. 2: 955. 1753, nom. cons. Flora of China 13: 141–147

- shawn e. Krosnick. 2005. Passiflora xishuangbannaensis (Passifloraceae): A New Chinese Endemic. Novon 15: 160-163

- La abreviatura «Krosnick» se emplea para indicar a Shawn E. Krosnick como autoridad en la descripción y clasificación científica de los vegetales.[1]